# Séisme de 2019 à Athènes
Le séisme s'est produit à 14 h 13 le vendredi 19 juillet 2019 et a touché des millions d'Athéniens en milieu de journée. Plusieurs instituts sismologiques ont déterminé une magnitude d'environ M w = 5,1 et la région épicentrale semblait être au sud du mont Parnès, dans la localité de Magoúla, à environ 20 km au nord-ouest de la zone métropolitaine d'Athènes. Près de 20 ans auparavant, le 7 septembre 1999, Athènes avait été secouée par un séisme (en) de M w = 6.
Le tremblement de terre de juillet 2019 a engendré des coupures de courant et des problèmes de communication pendant au moins deux heures autour d'Athènes. Les secouristes ont ainsi signalé avoir reçu des appels concernant des personnes piégées dans des ascenseurs,.

## Contexte
La Grèce est située au sud-est de l'Europe et se caractérise par une structure tectonique complexe, avec des chaînes de montagnes importantes et une forte activité sismique, concentrée dans l'arc hellénique.
Il existe des preuves historiques de plusieurs tremblements de terre situés à des distances comprises entre 30 et 70 km à l'extérieur de la ville d'Athènes.

## Macrosismicité et vulnérabilité
Pour déterminer l'intensité perçue du séisme de 2019, une équipe d'enquête du Département de géologie et de géoenvironnement de l'Université d'Athènes, a interrogé des citoyens provenant de la banlieue d'Athènes et de plusieurs villes proches de l'épicentre quelques heures après le tremblement de terre et la semaine suivante. L'équipe a pu recueillir 63 questionnaires (qui rapportaient les témoignages de secousses ressenties sur la base de l'échelle d'intensité EMS-98) et 48 photos de dommages.

## Données du Centre sismologique euro-méditerranéen (CSEM)
Le Centre sismologique euro-méditerranéen fait partie des instituts sismologiques internationaux qui utilisent les témoignages des secousses perçues par les citoyens pour déterminer une estimation de l'intensité du séisme. L'institution interroge les personnes qui viennent de subir un tremblement de terre à travers une série de dessins animés illustrant les 12 niveaux de l'échelle d'intensité EMS-98. Cette procédure est essentielle pour une prise de conscience rapide de la situation.
Dans le cas du tremblement de terre d'Athènes en 2019, 76 % des témoignages reçues par le CSEM ont été recueillis dans la première heure suivant le début du tremblement de terre, permettant une information quasi en temps réel. La plupart des réponses sont venues d'Attique.